# Заневский проспект
Зане́вский проспект — проспект в Красногвардейском районе Санкт-Петербурга. Широтная радиальная магистраль в исторических районах Малая Охта, Яблоновка и Пороховые. Проходит от Малоохтинского проспекта до железнодорожной ветки Ладожский вокзал — Ручьи. С запада соединён мостом Александра Невского с Невским проспектом, на восток переходит в проспект Косыгина. Пересекает реку Оккервиль по Заневскому мосту.

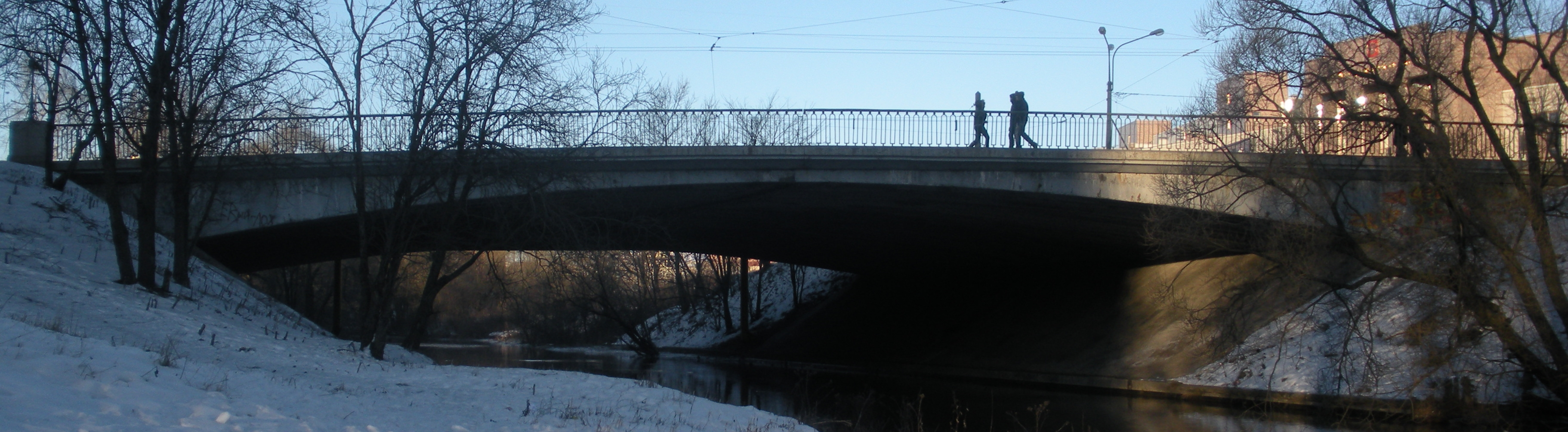
Заневский мост

## История
Заневским проспект назван по отношению к центральной части города (за Невой). В современных границах он существует с 16 октября 1978 года.
Старейший участок Заневского проспекта от проспекта Шаумяна (тогда Киновиевского) до Сергиевской улицы с 1910 года до 1960-х годов носил название Митрофановская улица.
Название Заневский проспект получила 26 декабря 1940 года 1-я прорезка, проложенная в 1936 году от Малоохтинского до Новочеркасского проспекта (тогда Дальневосточного). В 1960-х годах Митрофановская улица была присоединена к Заневскому проспекту. В 1978 году Заневский проспект был продлён до железнодорожной ветки Дача Долгорукого — Ручьи.
Застроен Заневский проспект, в основном, в 1930—1980-х годах.

## Пересечения
С запада на восток (по увеличению нумерации домов) Заневский проспект пересекают следующие улицы:
- Малоохтинский проспект (с бывшей площадью Челюскинцев) — Заневский проспект примыкает к нему;
- улица Стахановцев — пересечение;
- Заневская площадь с пересечением Новочеркасским проспектом;
- проспект Шаумяна — пересечение;
- Малая Яблоновка — примыкание;
- Уткин переулок — примыкание;
- площадь Карла Фаберже с пересечением проспектом Энергетиков;
- Гранитная улица (съезд с пандуса Ладожского вокзала) — примыкание[4];
- Уткин проспект — примыкание;
- линия Соединительной железной дороги — пересечение по путепроводу с переходом Заневского проспекта в проспект Косыгина.

## Транспорт
На пересечении Заневского проспекта с Новочеркасским проспектом (на Заневской площади) расположена станция метро «Новочеркасская» 4-й (Правобережной) линии. Вблизи пересечения Заневского проспекта с проспектом Энергетиков расположена станция «Ладожская» (около 140 м по прямой от Заневского проспекта) 4-й линии.
На участке Заневского проспекта от Малоохтинского до Новочеркасского проспекта с 1965 года действует трамвайное движение (маршруты № 7 и 65). С 1986 года вдоль проспекта проходит трамвайная линия от Ладожского вокзала по направлению к проспекту Косыгина (маршруты № 8, 59, 63 и 64).
На всём протяжении Заневского проспекта действует троллейбусное движение (маршрут № 22). По участку от Малоохтинского до Новочеркасского проспекта проходит маршрут № 1. По участку от улицы Стахановцев до Новочеркасского проспекта проходит маршрут № 7. По участку от улицы Стахановцев до Малоохтинского проспекта проходит маршрут № 33.
По Заневскому проспекту проходят автобусные маршруты № 21, 24, 27, 46, 132, 174, 183, 191, 206, 295 и другие.
Вблизи пересечения Заневского проспекта с проспектом Энергетиков расположен Ладожский вокзал (около 190 м по прямой).

## Общественно значимые объекты

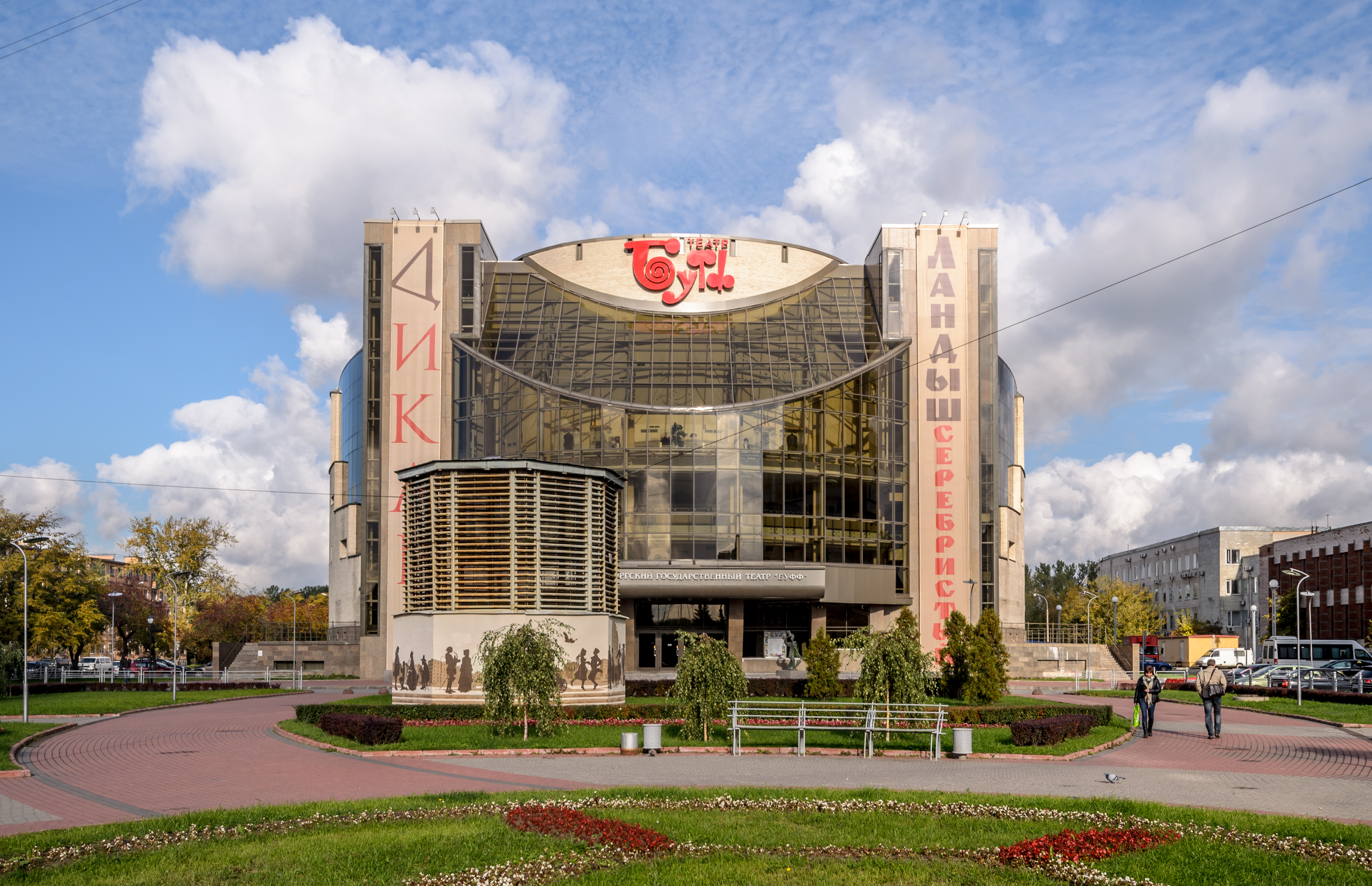
Новое здание театра «Буфф»

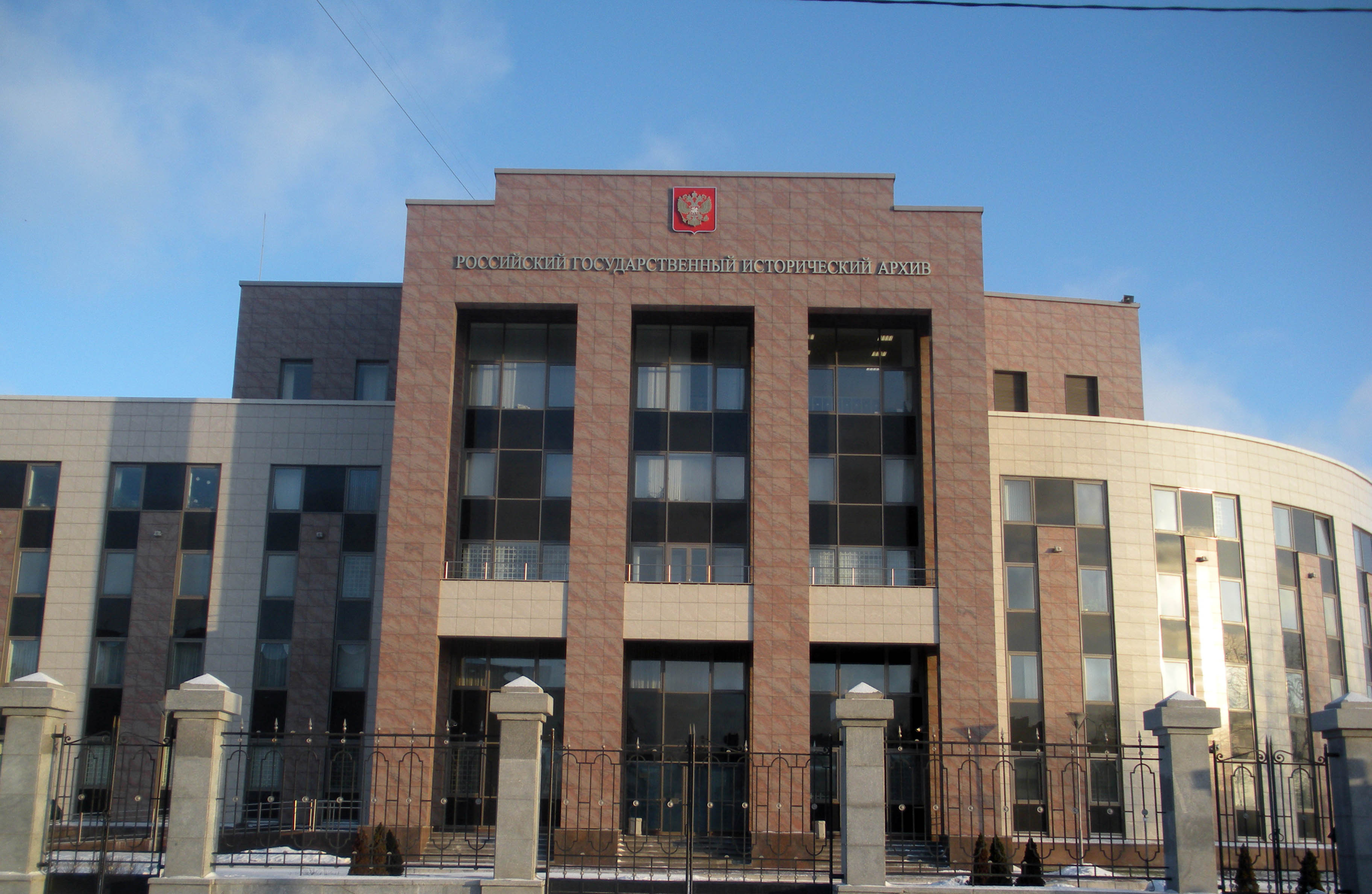
Российский государственный исторический архив

- одно из зданий Северо-Западного государственного медицинского университета имени И. И. Мечникова (у примыкания к Малоохтинскому проспекту) — дом 1 / Малоохтинский проспект, дом 82;
- Высшие специальные офицерские классы военно-морского флота — дом 4;
- Государственная морская академия имени адмирала С. О. Макарова — дом 5;
- центр реабилитации детей-инвалидов — дом 27;
- новое здание «Санкт-Петербургского музыкально-драматического театра Буфф»  (у пересечения с проспектом Шаумяна, до 2008 года на его месте находился кинотеатр «Охта») — проспект Шаумяна, дом 22;
- гостиница «Ладога» (у пересечения с проспектом Шаумяна) — проспект Шаумяна, дом 26;
- отдел полиции № 52 — дом 28, корпус 2;
- детский сад № 15 — дом 41;
- детский сад № 7 — дом 49;
- гимназия «Петершуле» — дом 53, корпус 2;
- детский сад № 16 — дом 57;
- Российский государственный исторический архив (у примыкания Малой Яблоновки) — дом 36;
- гипермаркет «О'кей» (напротив примыкания Малой Яблоновки) — дом 65, корпус 1;
- торговый комплекс «Нео» (напротив примыкания Уткина переулка) — дом 38;
- обувной центр «Платформа» (между Уткиным переулком и проспектом Энергетиков) — дом 65, корпус 5[7];
- торгово-развлекательный комплекс «Заневский каскад» (у пересечения с проспектом Энергетиков) — дом 67, корпус 2;
- станция метро «Ладожская» — дом 69;
- Ладожский вокзал — дом 73;
- торговый комплекс «Заневский каскад-2» — дом 71;
- торговый комплекс «Мебель Холл» — площадь Карла Фаберже, дом 8.